# Andrzej Niżankowski
Andrzej Niżankowski (ur. między 1580 a 1591, zm. 3 kwietnia 1655 w Krakowie) – polski organista i kompozytor, dominikanin.
Kształcił się we Włoszech u Girolamo Frescobaldiego. Przez 3 lata był organistą kościoła Santa Maria sopra Minerva w Rzymie. Po powrocie do Polski pełnił funkcję organisty w klasztorze dominikanów w Krakowie. Był autorem utworów organowych (Preludium, Andante) z wyraźnym wpływem stylu włoskiego.